# 仓门口教堂
仓门口教堂是中国天津市南开区一所历史悠久的重要基督教新教教堂。该堂位于天津旧城中央的鼓楼东侧，鼓楼东街上。该建筑目前是重点保护等级历史风貌建筑和天津市文物保护单位。

## 历史沿革
仓门口堂最初在1860年代由美国公理会创立。1900年被义和团烧毁，事后重建。
1910年，天津五大新教公会（美国公理会、美以美会，英国圣道堂、伦敦会、圣公会）所属七处会堂的华人牧师和信徒百余人，决意脱离外国差会成立自立会，于是买下公理会的仓门口教堂（房款到1932年全部付清），10月19日正式献堂。南开学校校长张伯苓任该堂董事会的会正。
1932年，由于信徒增加，在还清公理会的房款后，改建新堂，1934年7月举行献堂礼拜。楼上下共可容400余人。另临街建布道用副堂一座，容百余人。包括附属建筑总建筑面积1126．94平米。仓门口教会还先后在武清县王庆坨、河东沈王庄等处建立了分会。
1958年，天津基督教合并于四处聚会（滨江道堂、仓门口教堂、浙江路堂及冈纬路教堂）。由旧城厢一带的九处堂会并入仓门口堂的联合礼拜，但在当时的形势下，聚会人数极少，且讲道内容受到很大限制。
1966年，文化大革命开始，仓门口堂被砸，牧师被揪斗，教堂房屋被占用，直到16年之后的1982年12月12日才恢复聚会。
该堂经过1976年强烈地震，并未毁损。1987年，被列为天津市文物保护单位。

## 现状
仓门口堂是天津基督教“两会”在南开区唯一的教堂。除该堂外另有政府批准的王顶堤街道、嘉陵道街道、万德庄街道、长虹街道基督教家庭聚会点，以及红楼宾馆、红宝石酒店、欣苑大厦外国人基督教活动临时地点。2011年仓门口教堂开始进行维修，维修期间不中断聚会活动。